# Gemeinsame Normdatei
Pour les articles homonymes, voir GND.

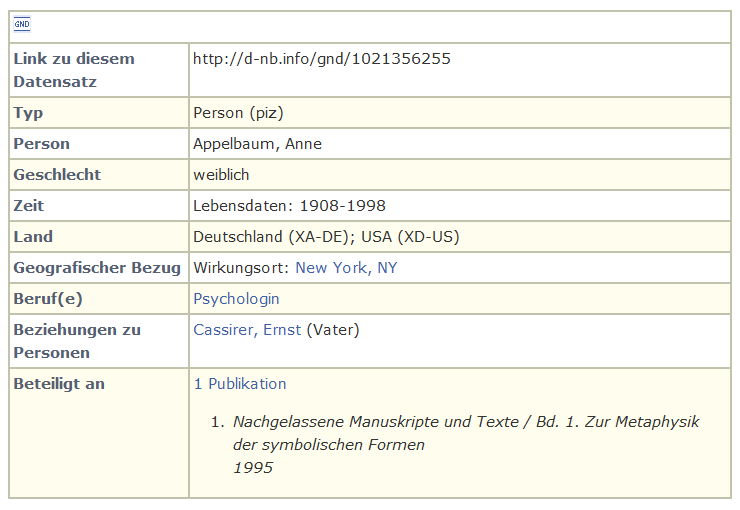
GND (capture d'écran).

Le Gemeinsame Normdatei ou GND, appelé en anglais Integrated Authority File, est un fichier d'autorités partagé international pour les personnes physiques et morales ainsi que pour les thèmes. Géré par la Bibliothèque nationale allemande, il est principalement utilisé pour référencer la littérature dans les bibliothèques et les archives et fusionne plusieurs anciens types.

## Présentation
Le GND a été lancé officiellement le 5 avril 2012 et intègre le contenu du Personennamendatei (PND), du Schlagwortnormdatei (SWD), du Gemeinsame Körperschaftsdatei (GKD) et du Einheitssachtitel-Datei des Deutschen Musikarchivs (DMA-EST). Il contient, au jour de son lancement 9 493 860 fiches dont 2 650 000 références sur des personnes.